# Thomas Karlauf

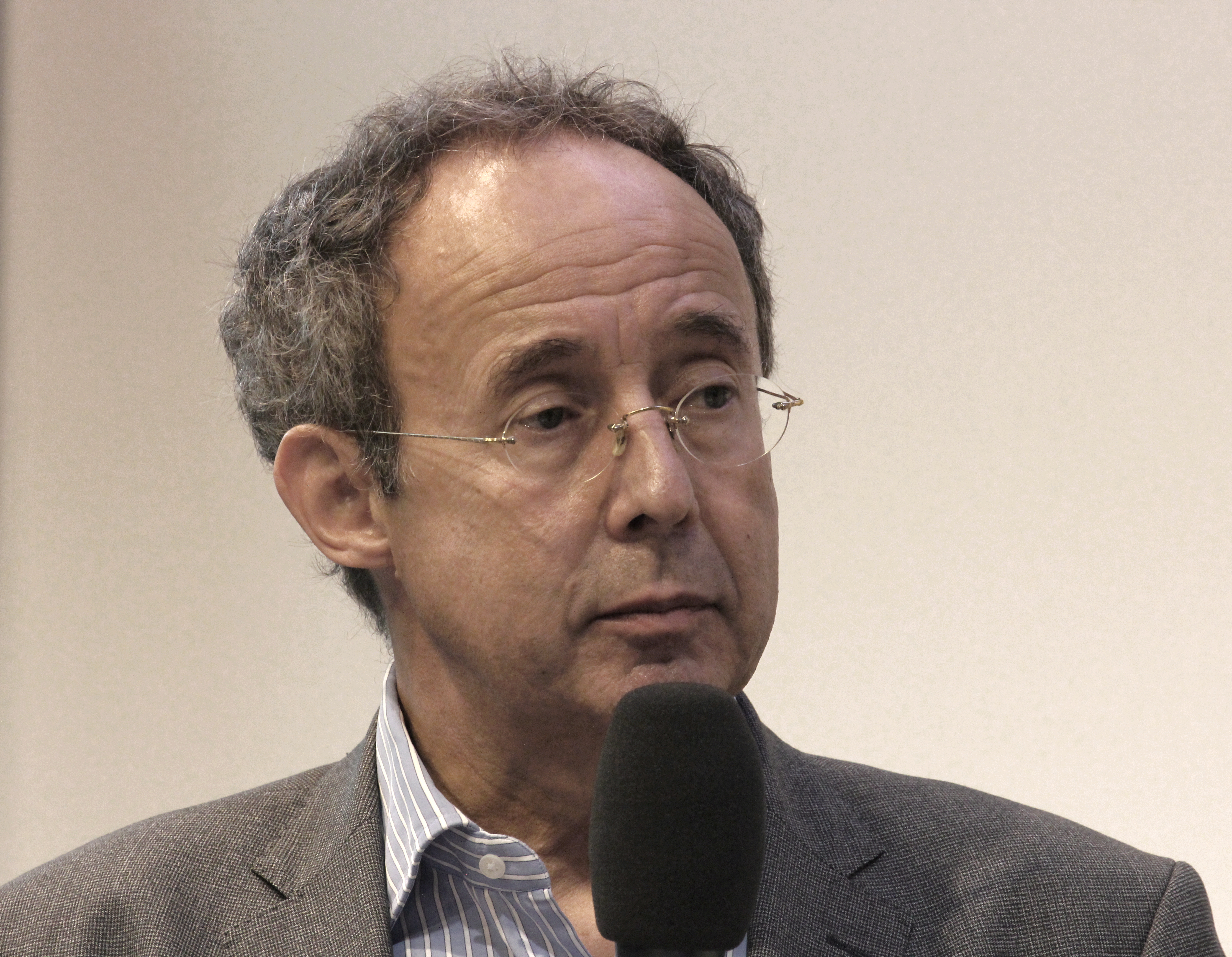
Thomas Karlauf auf der Frankfurter Buchmesse 2016

Thomas Karlauf (* 17. Januar 1955 in Offenbach am Main) ist ein deutscher Autor.

## Leben
Zwei Monate nach dem Abitur ging Karlauf im August 1974 nach Amsterdam und wurde Mitglied des in den 1940er Jahren von Wolfgang Frommel gegründeten, als Stiftung betriebenen Stefan-George-Kreises Castrum Peregrini. Er lebte bis 1984 im Haus der Stiftung in der Herengracht 401 und lernte zunächst Verlagskaufmann bei der ebenfalls den Titel Castrum Peregrini tragenden, von Manuel R. Goldschmidt herausgegebenen Zeitschrift der Gruppe. Später war er Redakteur der Zeitschrift und veröffentlichte dort auch eine Anzahl von Aufsätzen, so 1981 Castrum Peregrini. Stationen der Vorgeschichte (CP Heft 150) und 1984 die Materialsammlung Stefan George und Holland (CP Heft 161/162).
1984 zog Karlauf nach Berlin und arbeitete als Verlagslektor, zunächst beim Siedler Verlag, wo er unter anderem als Ghostwriter die Autobiografien von Bruno Kreisky und Franz Josef Strauß betreute, später beim Rowohlt Verlag Berlin.
Seit 1996 ist er freier Autor und betreibt eine Literaturagentur in Berlin-Halensee. Nach der Veröffentlichung eines Weinführers und der Arbeit als Ghostwriter an Eberhard von Brauchitschs Memoiren kehrte er zum Thema Stefan George zurück. Nach siebenjähriger Arbeit erschien 2007 seine George-Biografie Stefan George. Die Entdeckung des Charisma, die überwiegend anerkennend rezensiert wurde. Karlauf war Lektor und Endredakteur des von der Unabhängigen Historikerkommission zur Aufarbeitung der Geschichte des Auswärtigen Amts in der Zeit des Nationalsozialismus und in der Bundesrepublik im Oktober 2010 vorgelegten Forschungsbandes Das Amt und die Vergangenheit.
2016 veröffentlichte Karlauf eine Biografie über Helmut Schmidt. Laut der Süddeutschen Zeitung gelang es ihm dabei relativ gut, „bei aller Sympathie für seinen Protagonisten die für einen Historiker notwendige Distanz“ zu wahren.
Karlaufs Buch Stauffenberg: Porträt eines Attentäters löste schon vor Erscheinen eine Debatte über Claus Schenk Graf von Stauffenberg aus. Das Buch erhielt unterschiedliche Kritiken. Positiv bewertet wurden der Versuch, Stauffenbergs Motive zu erforschen sowie der Stil; Kritisch wurde angemerkt, dass Begründungen wesentlicher Behauptungen fehlten, und dass Stauffenbergs Handeln allein aus seiner George-Anhängerschaft abgeleitet werde.

## Schriften
- (Ko-Autor) Bruno Kreisky: Zwischen den Zeiten. Erinnerungen aus fünf Jahrzehnten. Siedler, Berlin 1986, ISBN 3-88680-148-9.
- (Ko-Autor) Bruno Kreisky: Im Strom der Politik. Erfahrungen eines Europäers. Siedler, Berlin 1988, ISBN 3-88680-188-8.
- (Ko-Autor) Franz Josef Strauß: Die Erinnerungen. Siedler, Berlin 1989, ISBN 3-88680-310-4.
- Kleine Philosophie der Passionen: Wein. dtv, München 1998, ISBN 3-423-20216-5.
- (Ko-Autor) Eberhard von Brauchitsch: Der Preis des Schweigens. Erfahrungen eines Unternehmers. Propyläen, Berlin 1999, ISBN 3-549-05778-4. Taschenbuchausgabe: Ullstein, München 2001, ISBN 3-548-36273-7.
- Stefan George. Die Entdeckung des Charisma. Blessing, München 2007, ISBN 978-3-89667-151-6. Taschenbuchausgabe: Pantheon, München 2008, ISBN 978-3-570-55076-2.
- Meine Jahre im Elfenbeinturm. (Über die Zeit bei Castrum Peregrini). In: Sinn und Form Heft 2/2009, S. 262–272.
- Helmut Schmidt: Die späten Jahre. Siedler, Berlin 2016, ISBN 3-82750-076-1.
- Stauffenberg: Porträt eines Attentäters. Blessing, München 2019, ISBN 978-3-89667-411-1.

Herausgeberschaft
- Der historische Moment. Ein deutsches Lesebuch. Siedler, Berlin 1991, ISBN 3-88680-406-2.
- mit Wolfgang Kenntemich, Manfred Durniok: Das war die DDR. Eine Geschichte des anderen Deutschland. Rowohlt, Berlin 1993, ISBN 3-87134-088-X.
- Deutsche Freunde. Zwölf Doppelporträts. Rowohlt, Berlin 1995, ISBN 3-87134-243-2. Taschenbuchausgabe: Rowohlt, Reinbek 1997, ISBN 3-499-60339-X.
- mit Katharina Raabe: Väter und Söhne. Zwölf biographische Porträts. Rowohlt, Berlin 1996, ISBN 3-87134-273-4. Taschenbuchausgabe: Rowohlt, Reinbek 1998, ISBN 3-499-60431-0.
- mit Uta Gerhardt: Nie mehr zurück in dieses Land. Augenzeugen berichten über die Novemberpogrome 1938. Propyläen, Berlin 2009, ISBN 978-3-549-07361-2.